# Cronologia bíblica
La cronologia bíblica és aquella que pren com a base fonamental les dades i referències històriques i de temps que apareixen a la Bíblia, i que poden ser complementades en segon terme per dades de fonts seglars.
Algunes tradicions religioses han volgut interferit en l'objectivitat dels càlculs que es poden extreure dels relats bíblics. En realitat, la cronologia bíblica mesura el pas del temps afegint de forma correlativa les edats dels seus principals personatges i les dels seus fills primogènits. També es fan servir els regnats sincronitzats dels reis d'Israel i Judà, tal com apareixen al propi relat bíblic. Amb aquest mètode la cronologia bíblica pot aportar dades interessants al coneixement històric. Amb tot, hi ha un important recel envers les dades que aporten els càlculs bíblics, principalment per causa de la vinculació intrínseca que té la Bíblia amb la religió, malgrat que nombroses fonts antigues tenen també un rerefons religiós indestriable del seu contingut.
Antigament, en totes les nacions els esdeveniments se solien fixar al temps de manera semblant a com la gent ho fa per instint a la vida quotidiana. Igual que avui es pot assenyalar un succés dient que va tenir lloc "un any després de la sequera" o "cinc anys després de la Segona Guerra Mundial". Així els escriptors bíblics també van relacionar els successos que van registrar amb altres que eren de relativa actualitat i que van servir de punt de referència.
Molts han considerat necessari "harmonitzar" o "conciliar" el relat bíblic amb la cronologia trobada en documents seglars antics. Això tindria sentit si es pogués demostrar que els documents seglars antics són inequívocament exactes i conseqüents, és a dir, una norma precisa per la qual jutjar.

## Problemes amb altres cronologies
La Llista de reis sumeris comença dient: Quan la monarquia va ser baixada del cel, la monarquia va estar (primer) en Èridu. (A) Èridu, Alulim (va arribar a ser) rei i va regir per 28.800 anys. Alalgar va regir per 36.000 anys. Dos reis (així) la van regir per 64.800 anys [...]. (A) Badtibira, A-men-lu-Anna va regir per 43.200 anys; En-men-gal-Anna va regir per 28.800 anys; el déu Dumu-zi, pastor, va regir per 36.000 anys. Tres reis (així) la van regir per 108.000 anys.
Als registres cronològics antics, sovint hi ha dates inversemblants, o d'altres que costa encaixar en la línia de temps quan les confrontes amb registres paral·lels. Aquests escrits històrics que s'han conservat en forma de tauletes, cilindres, esteles o inscripcions, a més de ser comparativament pocs, consisteixen en la seva major part en relats que glorifiquen els seus emperadors i que narren les seves campanyes militars en termes grandiloqüents. Aquestes fonts acostumen a ser febles o confuses i, tot i que s'hi pot esbrinar l'ordre de certs esdeveniments, datar-los de forma exacta és difícil.
Les obres de Manethó usades per ordenar les llistes fragmentàries i altres inscripcions, es conserven només als escrits d'historiadors posteriors. Aquestes obres, a més, presenten diversos problemes i errors, com durades de regnats impossibles. En alguns casos es pensa que són regnats ocorreguts alhora i no de forma successiva.
Pel que fa a les inscripcions egípcies, en molts casos són de caràcter mitològic o han patit alteracions per les dinasties següents.
Les inscripcions i annals assiris tenien el propòsit principal d'ostentació i no pas de registrar de forma fiable els fets que se succeïen.
En el cas dels historiadors clàssics, com Heròdot, Xenofont, Ctèsies de Cnidos o Berós, en moltes ocasions els seus relats estan fets de forma romàntica i exagerada.
Els romans de l'època monàrquica tendeixen a barrejar tradició amb fets reals, sense deixar pistes de com diferenciar-los. En molts casos, quan no es podien basar en l'experiència personal, omplien els buits dels seus registres amb la imaginació.

## Problemes amb l'arqueologia
En èpoques tan primerenques, el que es fa és construir hipòtesis, que sempre tenen graus majors o menors de probabilitat. La seva certesa depèn de la capacitat dels arqueòlegs per interpretar i reunir una varietat de dades independents, però en qualsevol moment una nova informació pot fer necessari canviar una hipòtesi donada o fer que l'erudit l'hagi d'expressar de manera diferent.